# 한국불교태고종

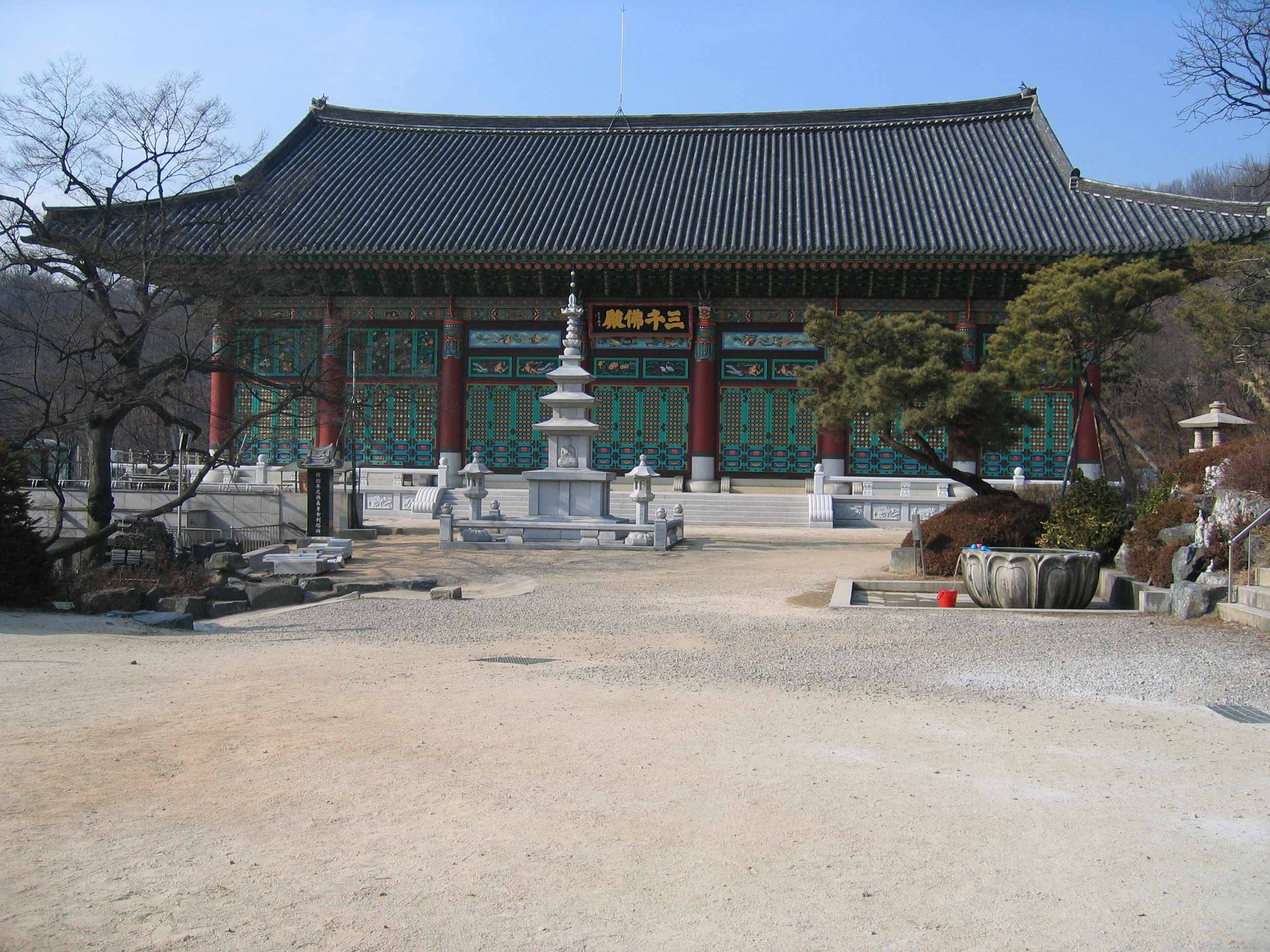

한국불교태고종(韓國佛敎太古宗)은 1970년 1월에 진종(박대륜)을 종정으로 하여 출범한 대한민국의 선불교 단체이다. 한국불교태고종은 해방 이후 대처승이 비구승과 분규하는 과정에 설립된 종교단체이다.
1970년 5월 8일 서울특별시 서대문구 충정로 51의 7에서 대종사 진종(振宗)이 창종하였다. 석가모니불을 본존불로, 태고보우(太古普愚)를 종조로, 《금강경》을 소의경전으로 삼는다. 종지(宗旨)는 석가세존이 자각 각여한 각행원만의 근본 정신을 봉체하고 태고 종조의 종풍을 선양하여 전법도생을 근본으로 한다.
태고종은 372년(고구려 소수림왕 2년) 중국에서 처음 전래되어 조선 초기의 태고 보우국사를 종조로 삼아 청허 · 부휴의 법맥을 잇는다.
종교단체 한국불교태고종 예하 기구로서 종정하에 총무원 · 감사원 · 종회와, 상벌 · 법규 · 고시의 3위원회를 두고 총무원하에 5부 3국이 있다. 또한 총무원 예하에 각도 종무원과 사찰이 있으며, 총무원장은 종회의 선거를 이용하여 종정의 승인을 얻어 취임하고 주지는 선거에 의하여 종정이 임명한다. 신도 조직으로는 중앙에 전국중앙신도회와 지방에 총무원 예하 지방신도회가 있다.
교육 문화 사업 일환으로 1972년 2월에 《불교성전(佛敎聖典)》을 간행하였고 기관지인 《월간불교》를 발행한다.
포교 활동은 봄가을로 교육자 특별 수련 대회를 개최하고 종로구 사간동 법륜사(法輪寺)를 비롯하여 각 사찰은 일요일 일제히 정기법회를 주관한다.
태고종은 승려의 혼인을 자율에 맡긴다.

## 참고 문헌
- 이 문서에는 다음커뮤니케이션(현 카카오)에서 GFDL 또는 CC-SA 라이선스로 배포한 글로벌 세계대백과사전의 내용을 기초로 작성된 글이 포함되어 있습니다.